# Galimúyod
Galimúyod (en ilocano: Galimuyod) es un municipio de cuarta categoría situado en la provincia de Ilocos Sur, en Filipinas. Según el censo de 2000, cuenta con una población de 8.879 habitantes, en 1.792 hogares.

## Barangayes
Galimúyod cuenta con 24 barangayes.
| - Abaya - Baracbac - Bidbiday - Bitong - Borobor - Calimugtong - Calongbuyan - Calumbaya - Daldagan - Kilang - Legaspi - Mabayag | - Matanubong - Nagsingcaoan - Oaig-Daya - Pagangpang - Patac - Población - Rubio - Sabangan-Bato - Sacaang - San Vicente - Sapang |